# Lepidagathis floribunda
Lepidagathis floribunda (syn. Lophostachys floribunda (Pohl). Es una especie de planta perteneciente a la familia de las acantáceas, originaria de la vegetación de Caatinga y Cerrado de Brasil. Esta planta está citada en Flora Brasiliensis por Carl Friedrich Philipp von Martius.